# چرخانه اصلی بالگرد

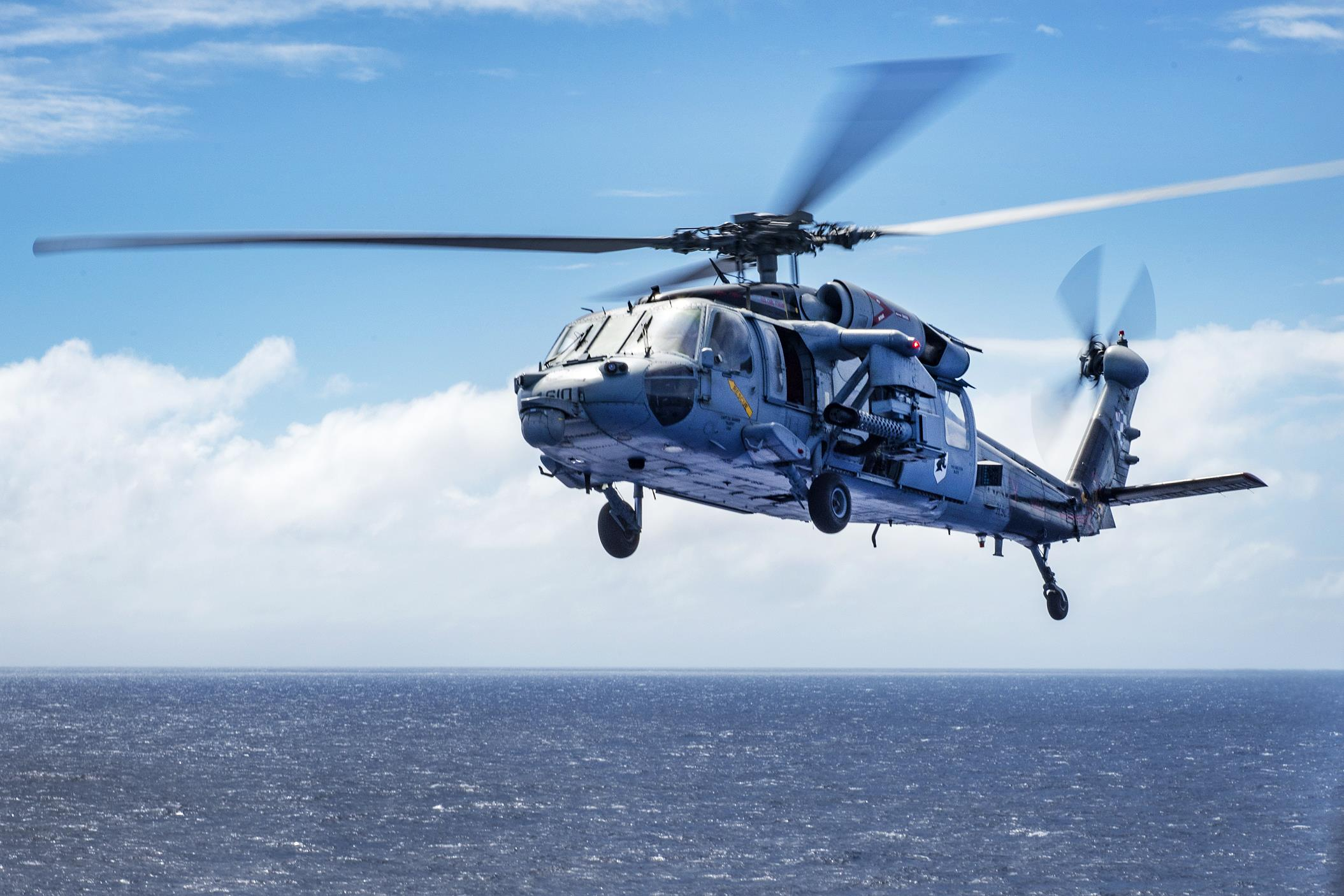
سیکورسکی اس‌اچ-۶۰ سیهاوک

پروانه اصلی بالگرد یا ملخ اصلی بالگرد، (به انگلیسی: Helicopter's main Rotor)، مجموعه‌ای از چند تیغهٔ گردان، یک توپی و یک سامانهٔ کنترل‌گر برای آن است. این بخش از بالگرد نیروی برآر تولید می‌کند تا وزن آن از زمین بلند شود و همچنین نیروی رانش برای چیره شدن بر نیروی پسار فراهم می‌کند تا بالگرد توانایی پرواز رو به جلو را نیز داشته باشد. همهٔ تیغه‌ها بر روی یک «توپی» نصب می‌شوند و توپی نیز بر روی سواش‌پلیت نصب می‌شود. در بالگردهای معمولی یک پروانهٔ اصلی در بالای بالگرد و یک پروانه هم بر روی دم آن وجود دارد؛ از این رو، نیروی لازم برای چرخاندن پروانه دُم، بطور مستقیم از گیربکس پروانهٔ اصلی بالگرد گرفته می‌شود که به وسیلهٔ یک شَفت به پروانه دم بالگرد منتقل می‌گردد؛ پروانه دم نیز در کنار خود یک گیربکس کوچک دارد.

## مجموعهٔ پروانه اصلی (Rotor)

### پیش‌درآمد (Overview)

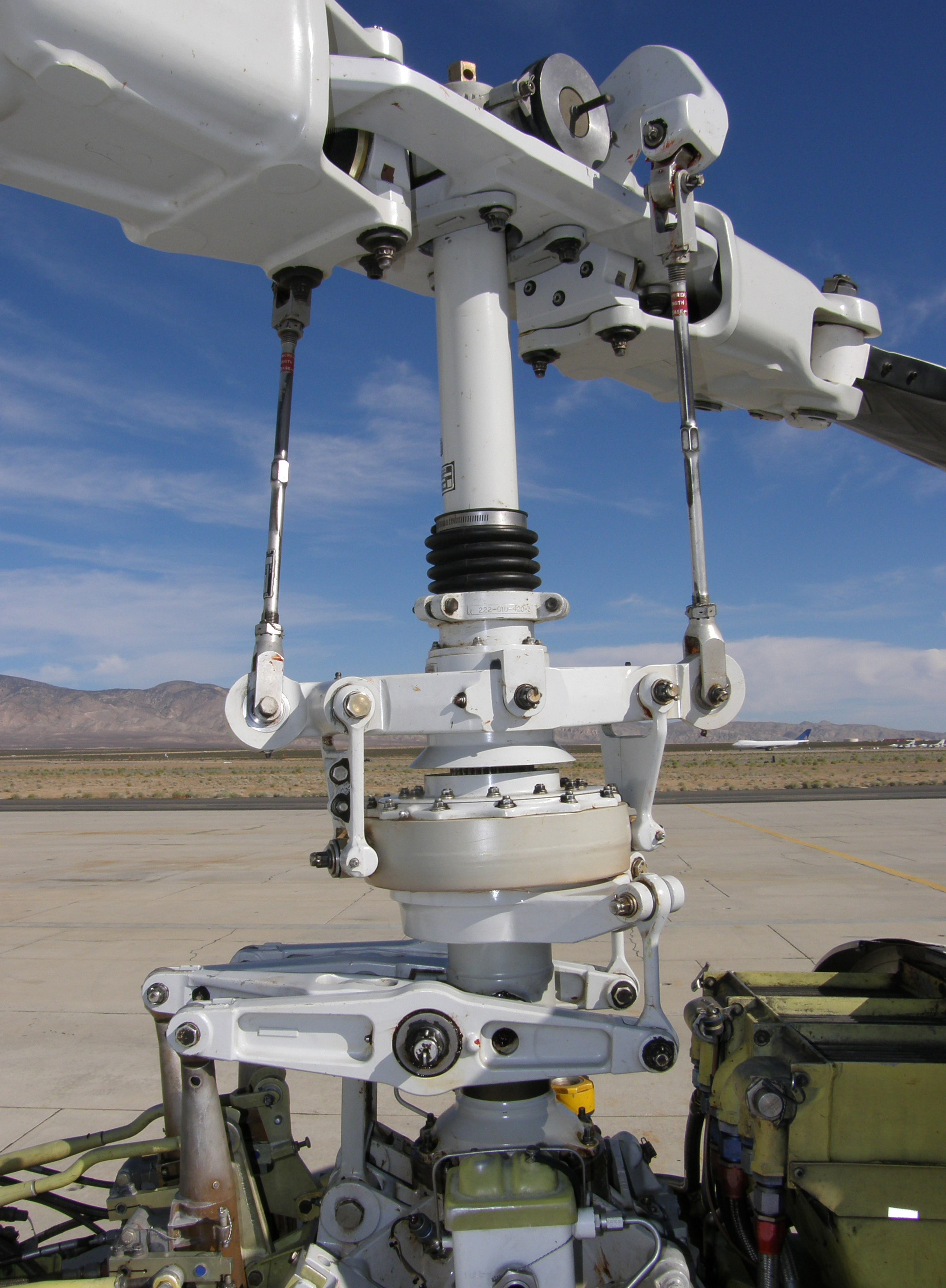

مجموعهٔ پروانه بالگرد از قطعهٔ سواش‌پلیت آغاز شده و تا نوک تیغه‌ها ادامه می‌یابد. به تمام بخشی که بر روی دکل نصب می‌گردد پروانه گفته می‌شود. پروانهٔ بالگرد نیروی مورد نیاز خود را حداقل از یک موتور دریافت می‌کند. این نیرو از موتور به یک گیربکس منتقل شده و به‌وسیلهٔ یک شفت بلند که دکل نام دارد به مجموعهٔ پروانه بالگرد منتقل می‌شود. دکل یک میلهٔ استوانه‌ای بلند است که از سقف بالگرد بیرون زده و به وسیلهٔ گیربکس گردانده می‌شود. دکل دارای دو بخش ایستا و گردان است. بخش گردان دکل درواقع همان شفت کاردان است که با گشتاور موتور می‌گردد. دکل ایستا درواقع روپوش آن شفت به‌حساب می‌آید. بر بالای دکل یک مهرهٔ چفت‌سازی وجود دارد که مهره دکل نامیده می‌شود و بخشی از «مجموعهٔ توپی» به حساب می‌آید. تیغه‌های پروانه به وسیله پین به توپی وصل می‌شوند و این توپی می‌تواند به میزان ۱۰ تا ۲۰ بار بیشتر از تیغه، فشار پسار را تحمل کند. مجموعهٔ پروانهٔ بالگرد بسته به نوع اتصال تیغه‌ها به توپی، در کلاس‌های گوناگونی طبقه‌بندی می‌شوند. در کل سه طبقه‌بندی اصلی وجود دارد که شامل «بی‌لولا»، «نیمه لولایی» و «تمام لولایی» هستند. گرچه پروانهٔ برخی از بالگردهای نوین، آمیخته‌ای از این سه طبقه‌بندی است. پروانه یک مجموعهٔ بالانس شده‌است که با ابزارهای بسیار حساس و دقیقی برای کاهش لرزش و تغییر سرعت هوا مجهز شده‌است. پروانه‌ها به گونه‌ای طراحی شده‌اند تا در دور موتور ثابت کار کنند که البته در برخی از بالگردها، میزان دور موتور تا مقدار کمی قابل افزایش است. در برخی از بالگردهای آزمایشی، سرعت گردش ملخ متغیر بوده‌است.
برخلاف پروانه‌های نصب شده در هواپیماهایی با موتور توربوپراپ، پروانهٔ بالگردها بسیار بزرگ است و مساحت زیادی را اشغال می‌کند. از این رو می‌تواند حجم زیادی از هوا را به پایین جریان دهد و نیروی برآر را به صورت کاملاً عمودپرواز فراهم نماید. همچنین این پروانه با روانه کردن این نیرو در راستای مایل (شیبدار)، می‌تواند نیروی رانش را نیز فراهم کند. از آنجایی که موتور بالگرد در سرعتهای کم، بازدهٔ بیشتری دارد، بالگرد می‌تواند با صرف ۶۰ درصد از توان خود بر روی زمین هاور کند. هاور کردن به شرایطی گفته می‌شود که بالگرد حرکت نمی‌کند و مختصات خود را تغییر نمی‌دهد، بلکه تنها بر روی هوا معلق می‌ماند. مساحت کل پروانهٔ بالگرد (دایره) به سه بخش تقسیم می‌شود که بخش درونی آن به دلیل شعاع گردش بسیار کم، نیروی برآر بسیار کمی فراهم می‌نماید که در نشست و برخاست بالگرد بی‌تأثیر است.

## اجزای مجموعهٔ پروانه

### تیغه‌ها (Blades)

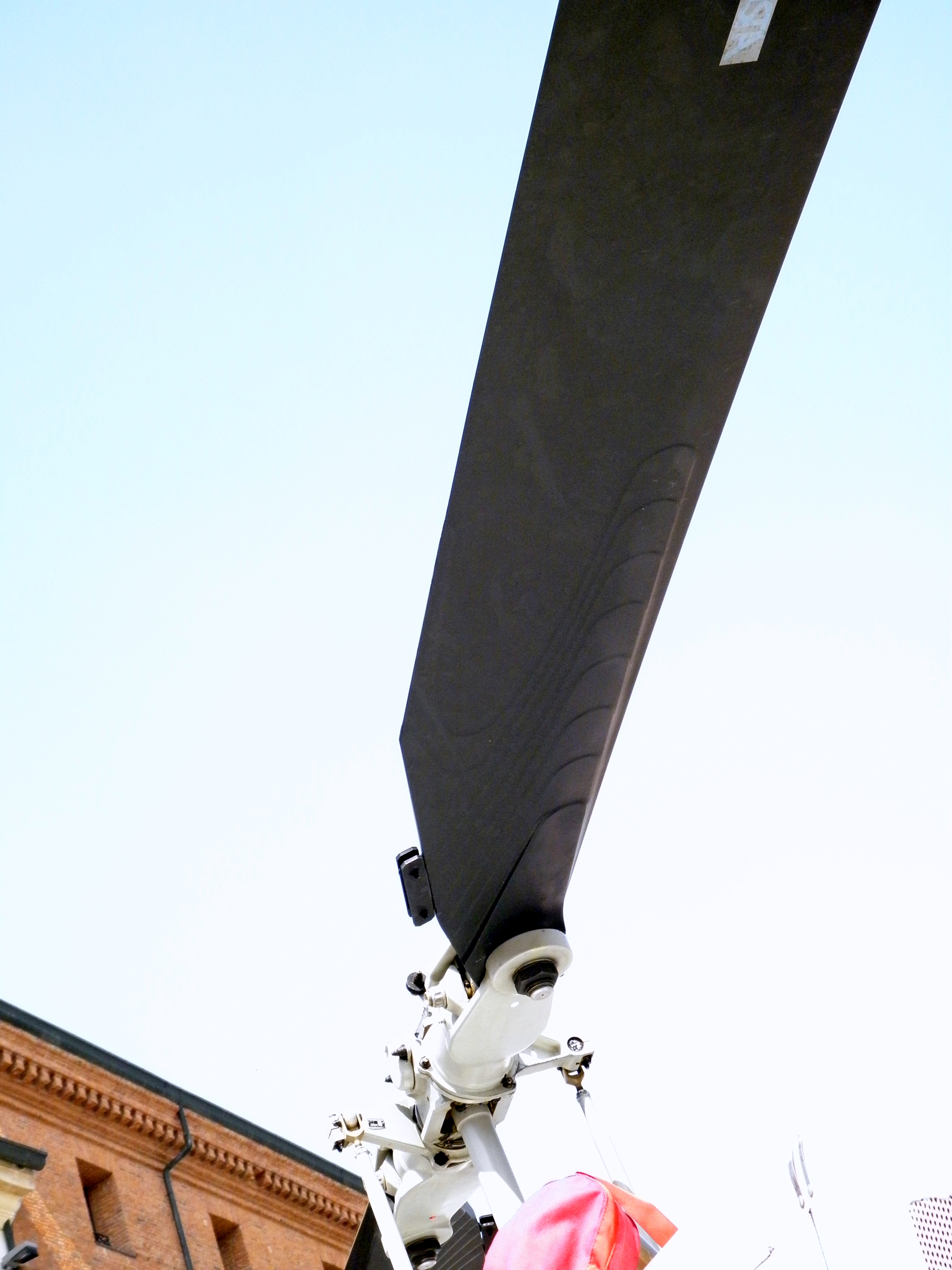
تیغه بل ۲۰۶

بالهای یک بالگرد درواقع چند تیغه به شکل ماهی‌واره بلند با نسبت منظری زیاد هستند. به معنای این است که نازک و بلند هستند و این ویژگی باعث می‌شود که نسبت تاوه نوک بال به نیروی برآر بسیار کم و ناچیز باشد. تاوه‌ها در زمان جریان هوای قوی، اثر بسیار بیشتری بر بالگرد می‌گذارند و موجب کاهش نیروی برآر و از دست دادن ارتفاع می‌شوند. هرجا که جریان هوا سریعتر باشد، تاوه‌ها نیز مشکل‌سازتر خواهند شد و ممکن است حالت حلقه تاوه‌ای ایجاد کنند؛ بنابراین با طراحی تیغه‌ها بصورت نازک و بلند، نیروی کافی برای بلند کردن وزن بالگرد و چیره شدن بر تاوه‌ها فراهم می‌شود. تیغه‌های بالگردها از متریال گوناگون همانند آلومینیم، آلیاژ فولاد، کامپوزیت یا تیتانیوم ساخته می‌شوند. همچنین روکشی از جنس متریال بسیار مقاوم و ضد فرسایش بر روی تیغه کشیده می‌شود.

### توپی (Hub)

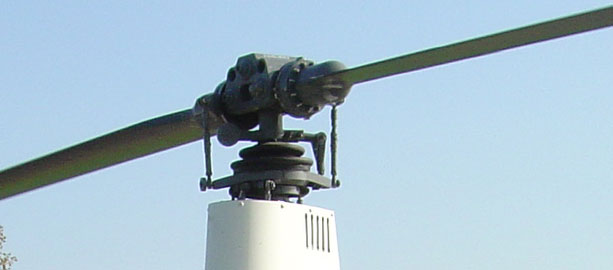
توپی ساده رابینسون آر-۲۲ با آرایش نیمه‌لولایی بهمراه دو تیغه‌اش

توپی به بخشی از مجموعهٔ پروانه گفته می‌شود که با استفاده از میله‌های اتصال، بر روی سواش‌پلیت گردان نصب می‌شود. توپی درواقع همانند یک سگک بزرگ است که دو تیغهٔ پروانه به آن وصل شده‌اند. در تصویر بالا توپی بالگرد رابینسون آر-۲۲ به‌وسیلهٔ دو میلهٔ اتصال بلند، بر روی سواش‌پلیت گردان نصب شده‌است. اجزای توپی آر-۲۲ به ترتیب از بالا به پایین در زیر نگاشته شده‌اند:

- لولاهای زوایهٔ حمله (Pitch hinges) مسئول تغییر زاویه حمله تیغه‌ها هستند و هر تیغه را در راستای محور طولی خود می‌چرخانند. به عبارت دیگر به وسیلهٔ این لولاها، هر تیغه از ریشه تا نوک آن در راستای طولی چند درجه به دور خود می‌غلطد تا فشار هوای رو به پایین کم و زیاد شود.
- لولاهای الاکلنگی (Teeter hinges) مسئول بالانس شدن تیغه‌ها حین چرخش هستند و این امکان را فراهم می‌کنند که تیغه شیب متناسبی به بالا یا پایین بردارد. برای نمونه اگر یک تیغه شیبی به بالا بردارد، تیغهٔ دیگر می‌تواند به همان نسبت در زاویه پایین شیب بردارد تا بالانس برقرار شود. این شرایط ممکن است در شرایطی رخ دهد که خلبان مانور ویژه‌ای در دستور کار داشته باشد و با سکان بالگرد بشدت برخورد نماید یا بادهای شدید موجب تغییر مکان تیغه‌ها شوند. از این رو تیغه‌ها باید در راستای الاکلنگی نیز بصورت هماهنگ امکان تغییر زاویه را داشته باشند.
- اتصال‌های قیچی (Scissor links) گشتاور را از شفت گیربکس به سواش‌پلیت گردان منتقل می‌کنند.
- وزنه‌های تعادل (counterweight) وظیفهٔ برقراری بالانس وزنی بین تیغه‌ها را بردوش دارند.

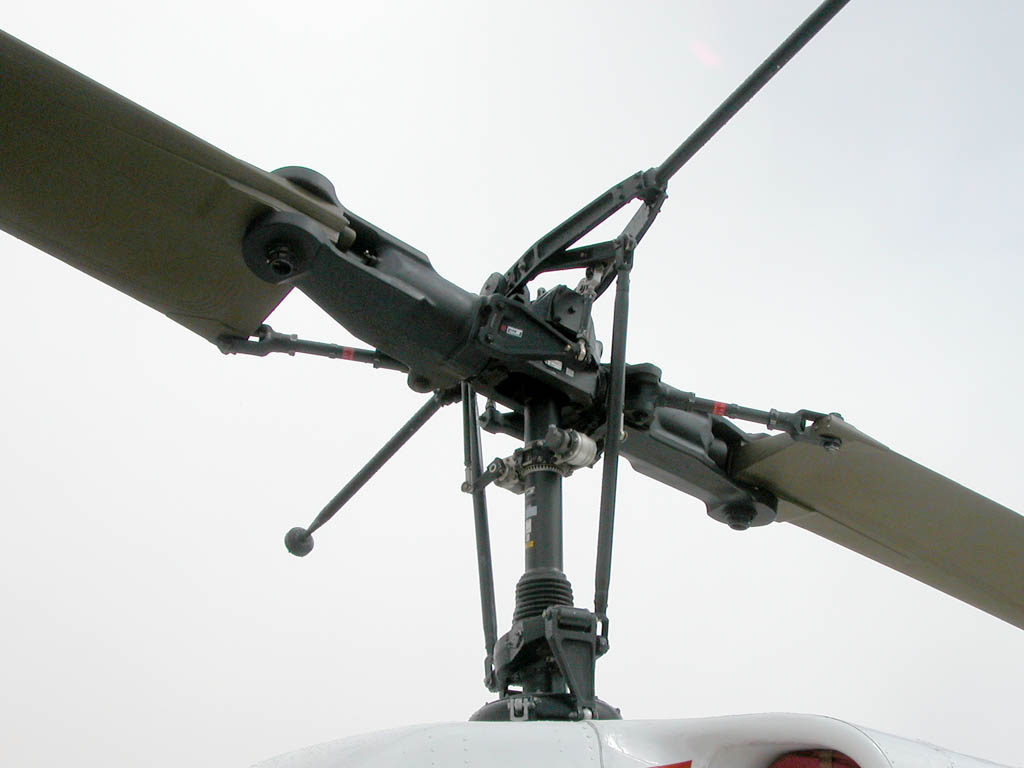
آرایش نیمه‌لولایی بل ۲۱۲

- گردگیر لاستیکی (Rubber covers) بر روی دکل نصب شده و همانند گردگیر پلوس خودرو، از ورود شن و خاک و باران جلوگیری می‌نماید.
- سواش‌پلیت (Swashplate) وظیفهٔ انتقال دستورها خلبان از راه سکان و اهرم را بر عهده دارد که به بخش گردان سواش‌پلیت  منتقل می‌شود. (از پایین به بالا منتقل می‌شود). دستورها خلبان برای تغییر دادن در زاویهٔ حمله تیغه‌های بالگرد، به «سواش‌پلیت ایستا» داده می‌شود و سپس به «سواش‌پلیت گردان» منتقل می‌گردد.
- میله‌های کنترل‌گر (control rods) سه میلهٔ ایستا هستند که در تصویر روبرو در پایین‌ترین بخش از توپی در حاشیهٔ بدنهٔ بالگرد جای دارند و نوک آنها مشخص است. این سه میلهٔ کنترل‌گر زیر سواش‌پلیت ایستا نصب شده‌اند و دستورها خلبان را از سکان به سواش‌پلیت ایستا منتقل می‌کنند که به دنبال آن، از بخش ایستا به سواش‌پلیت گردان و سپس توپی و سپس تیغه‌ها منتقل خواهد شد.

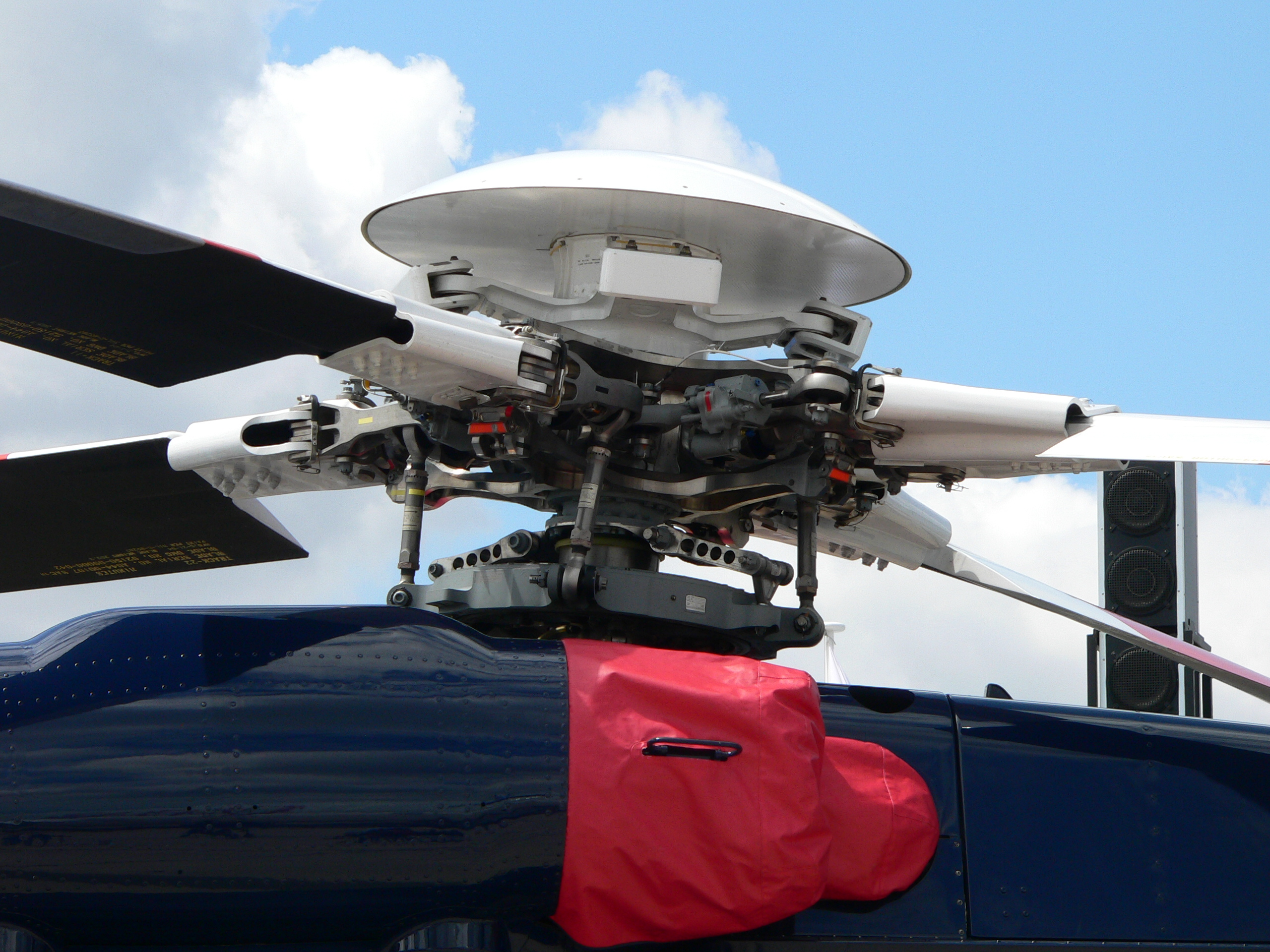
توپی پروانه سیکورسکی اس-۹۲ با آرایش تمام لولایی بهمراه چهار تیغه‌اش

- دکل اصلی (Main Mast) که درواقع بخش درونی و گردان است، به چرخ‌دنده‌های گیربکس متصل است.

### آرایش نیمه‌لولایی (Semirigid)
پروانه‌های نیمه‌لولایی با لقب «پروانه الاکلنگی» نیز نامیده می‌شوند. این آرایش ساده با دو تیغه ساخته می‌شود که دو تیغه‌اش دقیقاً بر روی یک لولای بالابر-پایین‌بر نصب می‌شوند. این ویژگی باعث می‌شود که تیغه‌ها در جهت مخالف یکدیگر در راستای بالا و پایین همانند یک الاکلنگ حرکت کنند. این مجموعه در زیر لولای الاکلنگی یک زاویهٔ مخروطی به تیغه‌ها می‌دهد که باعث می‌شود بر پایهٔ اثر کوریولیس، شعاع گرانیگاه تیغه‌ها در محور گردش کاهش یابد. بالگردهای شرکت رابینسون هلیکاپتر دارای این نوع آرایش پروانه هستند که مستعد حوادث بسیار است.

### آرایش تمام لولایی (Fully articulated)
در دهه ۱۹۳۰ میلادی، خوآن سییروا طراح اسپانیایی یک پروانهٔ کاملاً لولایی برای هواچرخهای شرکت خود ساخت که به تولید سی.۳۰ کیروا و سییروا سی-۱۹ انجامید. پژوهش‌های او باعث شد پروانه بالگردها به شیوه کاملاً لولایی و مستقل ساخته شود. در یک بالگرد با پروانهٔ تمام لولایی، هر تیغه به وسیلهٔ چند لولا به توپی مرکزی وصل می‌شوند. در این آرایش، هر تیغه می‌تواند بطور کاملاً مستقل از تیغه‌های دیگر بر سر جای خود از ریشه تکان بخورد. این تغییر مکان جزئی به وسیلهٔ لولاهای توپی فراهم می‌شود. این گونه از پروانه‌ها معمولاً دارای سه‌تیغه یا بیشتر هستند. هرکدام از تیغه‌ها می‌توانند بطور جداگانه و مستقل از یکدیگر، به بالا و پایین گرایش کرده، بر روی یک سهمی پیوسته نوسان کند و همچنین در راستای عرضی از لولای روی توپی پیشروی و پسروی کنند.

#### لولای بالارو-پایین‌رو (flapping hinge)

تصویر لولای بالارو-پایین‌رو از نمای پهلوی تیغه (نمای پهلوی بالگرد)

این لولا بصورت افقی نصب شده که باعث می‌شود تیغه بتواند از ریشه تکان بخورد و بالا و پاین برود. وظیفهٔ «لولای بالارو-پایین‌رو» بالانس کردن وزن نامتعادل تیغه‌هاست و بی‌تعادلی را جبران می‌کند. ممکن است فاصله قرارگیری لولای بالارو-پایین‌رو با توپی در بالگردهای گوناگون با هم متفاوت باشد؛ و حتی ممکن است هر تیغه بیش از یک لولای بالارو-پایین‌رو داشته باشد. همچنین این لولاها باعث می‌شوند که کوبش ملخ کاهش یابد. در صورتی که یک تیغه بالا برود، تیغهٔ دیگر می‌تواند در خلاف جهت آن بصورت مستقل از لولا خم شود و پایین بیاید تا بالانس برقرار شود.

#### لولای پیشرو-پسرو (lead-lag hinge)

تصویر لولای پیشرو-پسرو از نمای بالای تیغه (نمای بالای بالگرد)

لولای پیشرو-پسرو در راستای عمودی نصب شده که به تیغه‌ها این امکان را می‌دهد تا اجازهٔ حرکت‌کردن در جهت چپ و راست را داشته باشند و به این نوع از حرکت، پیشروی-پسروی می‌گویند. در بخش لولای پیشروی-پسروی یک کمک هیدرولیک بدون فنر لول نصب شده که ضربه برخورد را جذب کرده و از پیشروی و پسروی غیرمجاز نیز جلوگیری کند. هدف از نصب لولای پیشروی-پسروی و کمک هیدرولیکی‌اش این است که تیغه‌ها پس از یک تغییر گشتاور ناگهانی، دوباره با هم همگام شوند. به عبارت دیگر این قطعه‌ها برای جبران تغییر گشتاور پروانه نصب می‌شوند که برای نمونه اگر خلبان زوایهٔ حملهٔ تیغه‌ها را بوسیلهٔ اهرم افزایش دهد، سرعت چرخش پروانه کاسته خواهد شد و لولای پیشروی-پسروی خود را با این تغییر سرعت سازگار کرده و این کمک‌فنرها هستند که با جذب این ضربهٔ ناشی از تغییر مکان تیغه، از آسیب دیدن و بی‌تعادل شدن مجموعهٔ پروانه جلوگیری می‌کنند.

#### لولای پیچشی (Feathering hinge)

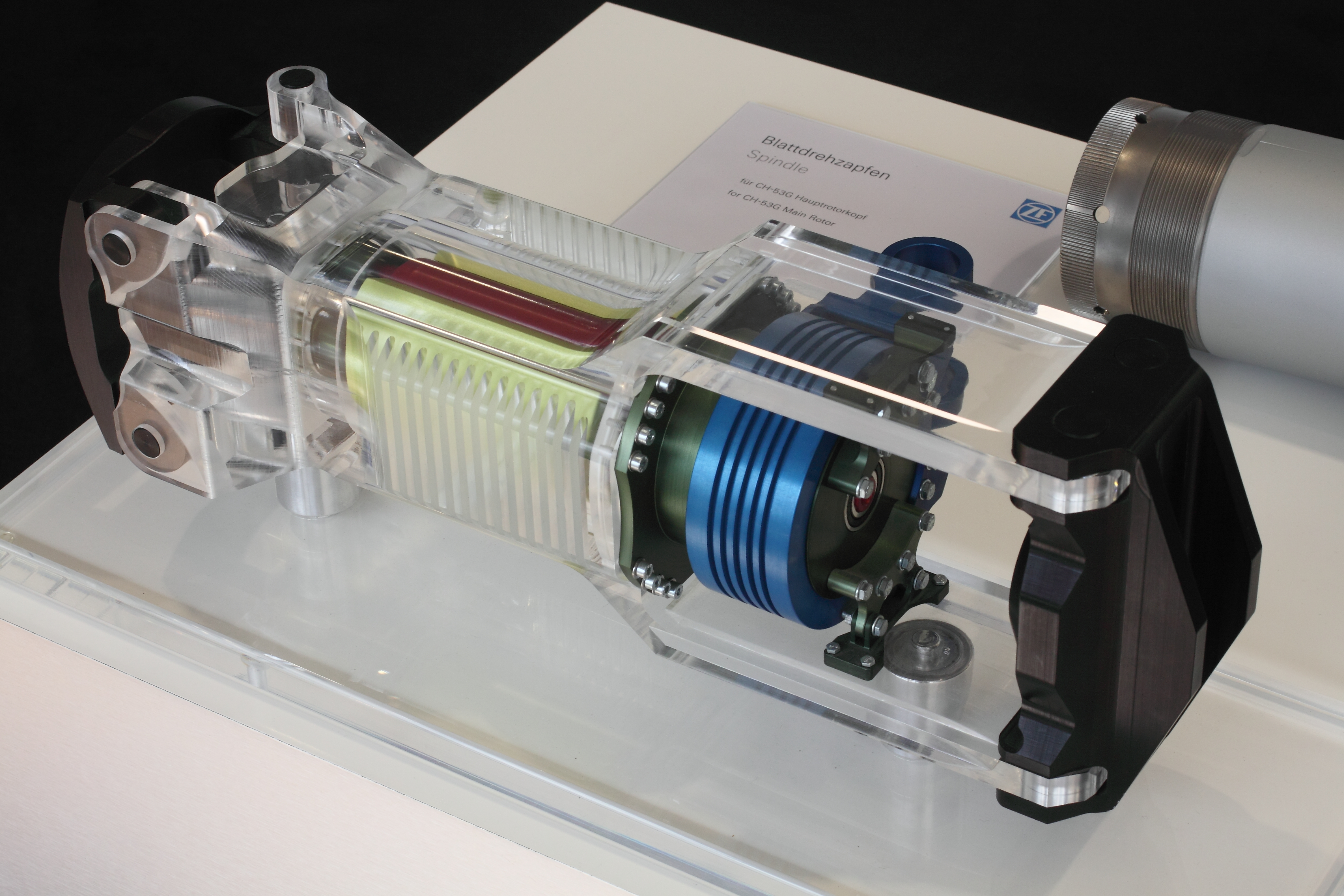
لولای پیچشی

سومین لولا در پروانه‌های با آرایش تمام لولایی، «لولای پیچشی» است که در راستای محور طولی تیغه می‌پیچد. این لولا همانند یک پیچ نصب شده‌است و به تغییرات در سکان یا اهرم خلبان واکنش نشان می‌دهد. این لولا پیرو سواش‌پلیت گردان است و مسئول تغییر در زاویهٔ حملهٔ تیغه است و به بعبارت دیگر این لولا موجب می‌شود که تیغه در راستای بلندای خود اندکی چرخش زاویه‌ای داشته باشد و به دور خود بغلطد تا لبهٔ حملهٔ تیغه، کاهش یا افزایش یابد.

#### گونهٔ نرم‌پرواز (soft-in-plane)

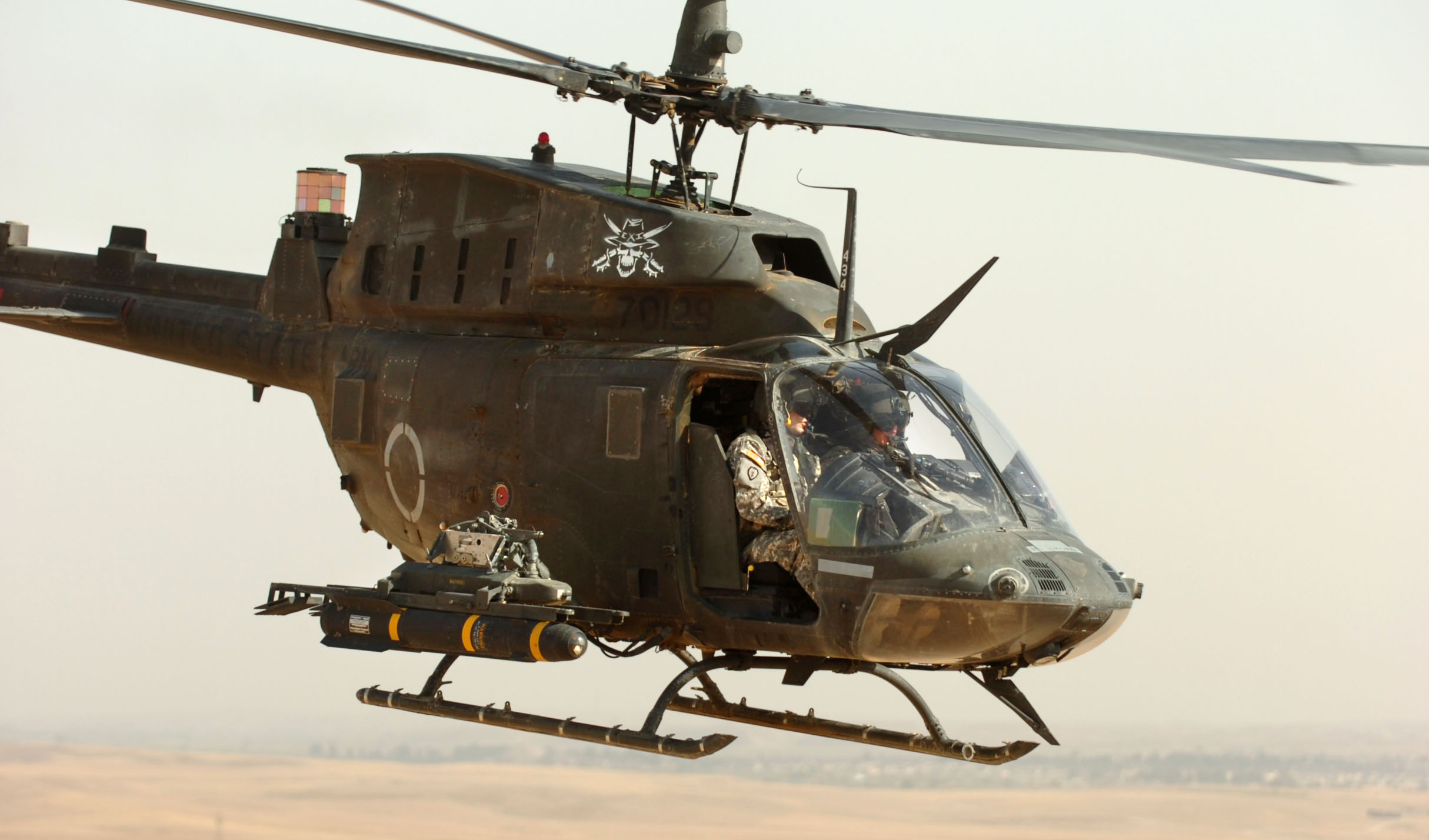
بل اواچ-۵۸ کیووا در جنگ آمریکا-عراق

آرایش تمام لولایی به شکل‌ها و شیوه‌های گوناگون ساخته می‌شود. یکی از گونه‌های این آرایش مدل «نرم‌پرواز» نام دارد. برای نمونه بسیاری از بالگردهای قدیمی شرکت بل ازجمله بل اواچ-۵۸ کیووا دارای این آرایش پروانه هستند. این ترکیب‌بندی درواقع بر مبنای آرایش تمام لولایی ساخته شده‌است که پروانه‌ها بطور مستقل از یکدیگر بالا و پایین و چپ و راست می‌روند؛ ولی «نرم‌پرواز» از آن جهت فرق دارد که دارای یک یوغ بعنوان افزونهٔ تعادلی است. این قطعه بر روی دکل نصب می‌شود و میان تیغه و حاشیه یاتاقان توپی اتصال ایجاد می‌کند. این افزونه باعث می‌شود بخشی از حرکتهای یک تیغه، به تیغهٔ دیگر نیز سرایت کند که معمولاً تیغهٔ مخالف با آن است. با وجود این که این شیوه «تمام لولایی» نیست، ولی ویژگی‌های آرایش آن بسیار مشابه است. از مزایای این شیوه نسبت به تمام لولایی این است که هزینه‌های تعمیر و بازه اورهال آن کمتر شده‌است.

#### یاتاقان توپی (Ball bearing)

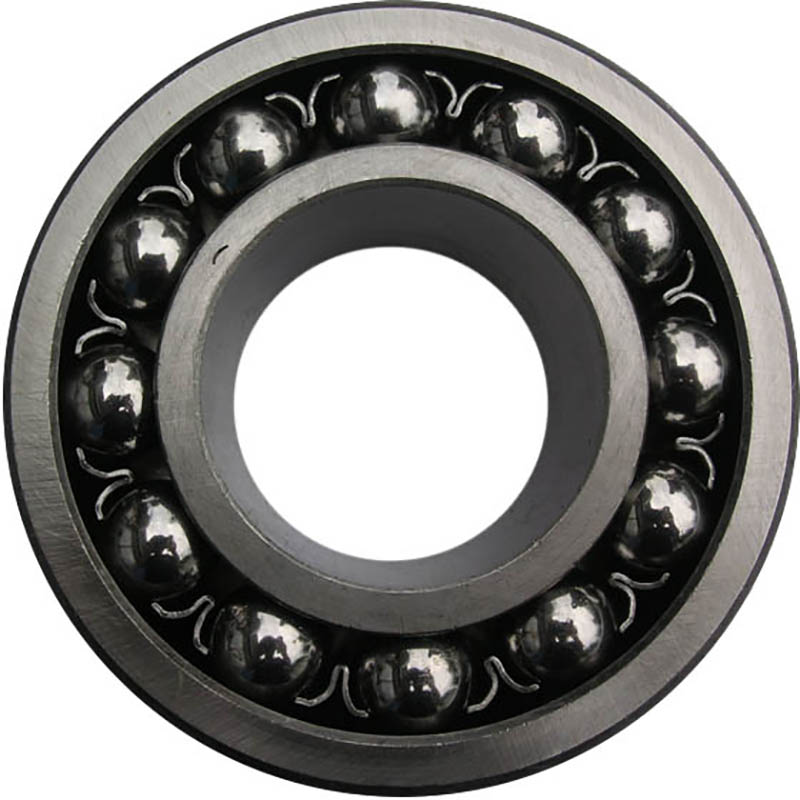
یک یاتاقان توپی

در بالگردهای قدیمی، یاتاقان توپی به‌کار می‌رود و در این نوع طراحی ضریب ایمنی کم است. زیرا اتصال ساچمه‌های فلزی با سطح فلزی نیاز به گریس‌کاری دارد و نقص آن باعث سقوط بسیاری از بالگردها می‌شود. بالگردهای مدل بالا و جدید به‌جای بالبرینگ سنتی، دارای بلبرینگ الاستومر هستند. بلبرینگ‌های الاستومر هرگز در طول پرواز دچار خرابی و سقوط نمی‌شوند و فرایند ساییدگی در آنها بلندمدت و تدریجی است که با چشم قابل مشاهده می‌باشد؛ از این رو دیگر نیازی به گریس‌کاری ندارند.

### آرایش بی‌لولا (Rigid)

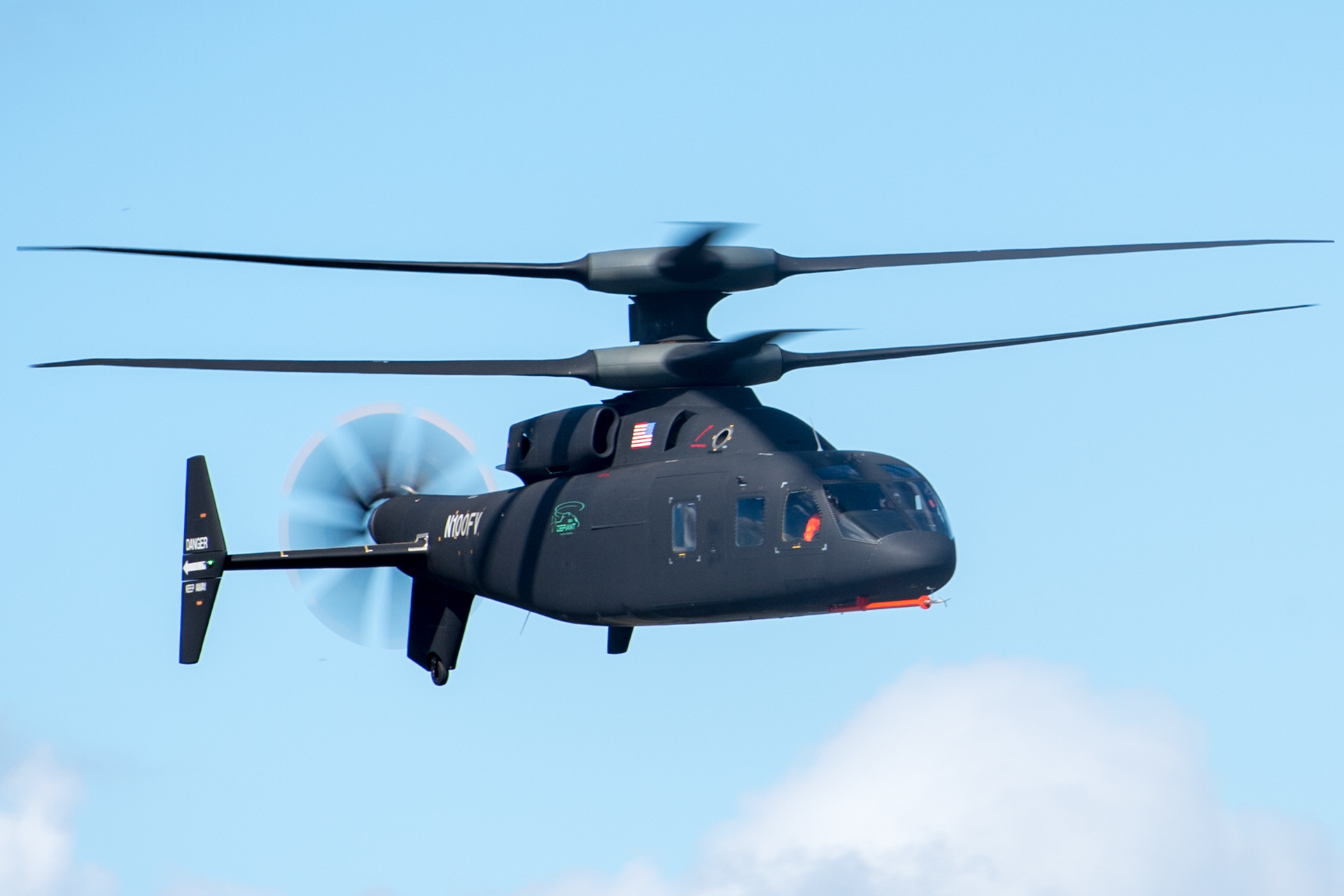
آرایش بی‌لولا در اس‌بی-۱ دیفایِنت

آرایش پروانه بی‌لولا معمولاً به دسته گفته می‌شود که در بخش توپی لولا ندارند. در این آرایش، تیغه‌ها خمش‌پذیر هستند و هر تیغه تنها می‌تواند از بخشهای خمش‌پذیر در ریشهٔ تیغه (بخش آغازین تیغه) مراحل پیشروی-پسروی یا بال-پایین رفتن را انجام دهد. یک آرایش بی‌لولا نسبت به آرایش «تمام لولایی» بسیار ساده‌تر است. در این آرایش، نیروهای ناشی از بالا و پایین رفتن هر تیغه و همچنین ضربه‌های ناشی از تنظیمات پیشروی و پسروی، بجای اینکه بر روی لولاها وارد شوند، در بخش خمش‌پذیر تیغه‌ها اعمال و جذب می‌شود؛ در این آرایش تیغه حتماً باید از جنس کامپوزیت یا الیافی با سختی بسیار زیاد ساخته شود و همچنین یاتاقان‌های الاستومر برای ایجاد خمش‌پذیری به کار رود. در گذشته نیاز بود که لولاهای توانمند و سرسخت برای اتصال‌های پروانه به کار برود تا از شکستن و جداشدن تیغه‌ها جلوگیری شود ولی در این آرایش همهٔ ضربه‌ها توسط بخش خمش‌پذیر تیغه‌ها جذب می‌گردد. نتیجهٔ این آرایش این است که توپی کوچکتر و سبک‌تر طراحی خواهد شد و از این رو، پروانه‌های بالگرد گوش‌به‌فرمان خواهند شد و به سرعت به دستورهای خلبان واکنش نشان می‌دهند و در انجام دستورهای خلبان تأخیر نخواهند داشت که در آرایش تمام لولایی شاهد آن هستیم.

### آرایش آمیخته (Combination)
آرایش‌های نوین امروزی در پروانه‌های بالگردها ممکن است آمیخته‌ای از روش‌های بالا باشد. برخی پروانه‌های امروزی ممکن است در کنار تیغه‌های خمش‌پذیر، دارای یک توپی خمش‌پذیر نیز باشند که باعث می‌شود توپی بدون نیاز به هرگونه لولا یا یاتاقان بر سر جای خود تکان بخورد یا زاویه‌دار گردد. این آرایش خمش‌پذیر (Flexures) نام دارد و قطعه‌های آن معمولاً از جنس کامپوزیت ساخته می‌شود. همچنین ممکن است از بلبرینگ‌های الاستومر به جای بلبرینگ‌های سنتی استفاده شود. بلبرینگ‌های الاستومر از مواد پلاستیک فشرده ساخته می‌شوند که البته باعث می‌شود دامنه خمش‌پذیری کمی داشته باشند ولی برای بالگردها مناسب است. بلبرینگ‌های الاستومر و بالبرینگ‌های خمش‌پذیر نیازی به گریس‌کاری ندارند و بنابراین نیاز کمتری به نگهداری و تعمیر خواهند داشت. همچنین لرزش را جذب می‌کنند که باعث می‌شود خستگی کمتری در قطعه‌های فلزی بالگرد ایجاد شود؛ درنتیجه بازه اورهال بالگرد افزایش می‌یابد.

### سواش‌پلیت

سواش‌پلیت گردان و ایستا

سواش‌پلیت یک قطعه ضروری برای بالگرد است که وظیفهٔ تغییر بردار اقلیدسی رانش و همچنین تغییر زاویه حمله تیغه‌ها را برعهده دارد. بسیاری از بالگردها یک دور موتور پایدار دارند؛ بنابراین تنها راه برای افزایش یا کاهش نیروی برآر، تغییر دادن زاویه حملهٔ تیغه‌هاست. سواش‌پلیت دارای دو بخش است که بخش درونی آن به کاردان دکل متصل شده‌است و با همان سرعت می‌گردد. این بخش در ادامه به تیغه‌ها متصل شده که موجب انتقال گشتاور به تیغه‌ها می‌شود؛ ولی بخش بیرونی کاملاً ایستا و بدون حرکت است که وظیفهٔ انتقال دستورهای خلبان به بخش درونی را برعهده دارد.

### میلهٔ پایدارکننده بهمراه وزنه یا پارو (Stabilizer Bar with weight or paddle)

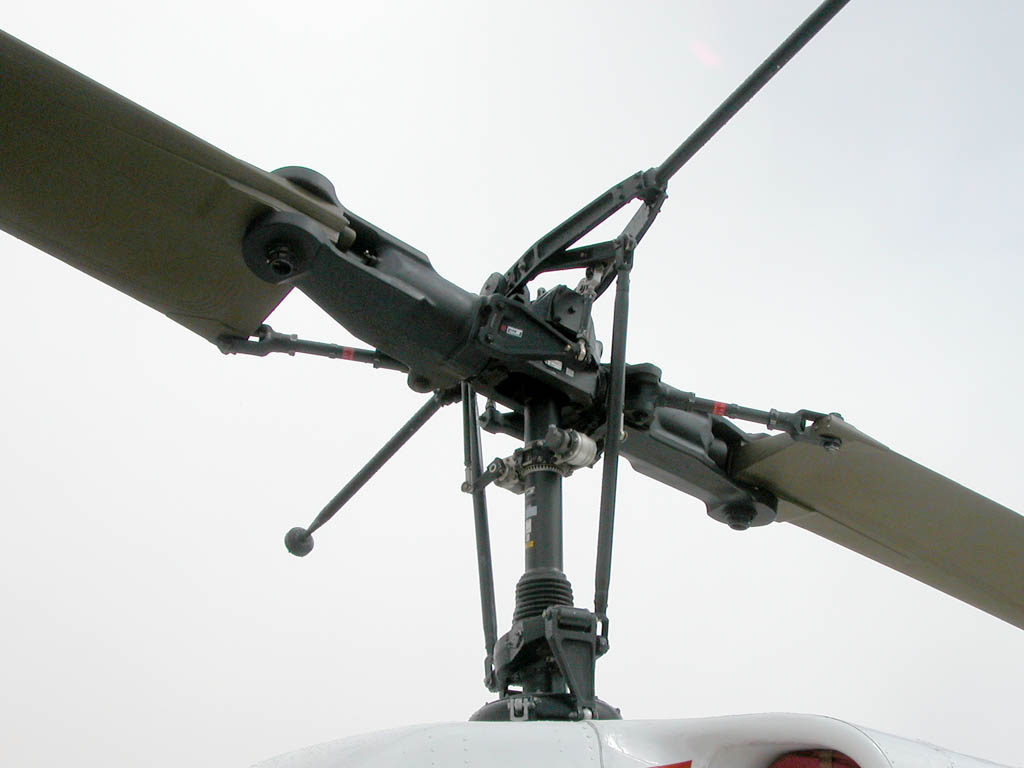
دو میلهٔ پایدارکننده بهمراه وزنه

در دهه ۱۹۳۰ و ۱۹۴۰ میلادی، چند مهندس ازجمله آرتور یانگ آمریکایی و دیتر شلوتر آلمانی ابزار پایدارکننده را برای بالگرد توسعه دادند. آنان به این نتیجه رسیدند که در بالگردهایی با پروانهٔ دوتیغه می‌توان با بهره‌گیری از دو میله و دو وزنه، پایداری پرواز را افزایش داد. از این رو این میله‌ها با عنوان «میله‌های پایدارکننده» نام گرفتند. میله‌های پایدار کننده می‌توانند با دو وزنه یا پارو ساخته شوند. این میله‌ها و وزنه‌های پایدارکننده موجب می‌شوند که بالگرد فرمان‌پذیری بهتری از کابین خلبان داشته باشد و پایداری بیشتری در بادها از خود نشان دهد. استنلی هیلر، مهندس سرشناس آمریکایی و بنیانگذار هواگردسازی هیلر این ایده را ادامه داد. او با افزودن ماهی‌واره‌هایی به دو میلهٔ پایدارکننده، نه‌تنها توانست پایداری را افزایش دهد بلکه از آن بعنوان یک ضربه‌گیر لنگر در هنگام حرکت کردن سکان خلبان بهره گیرد. در سالهای بعد شرکتهای بالگردسازی بل و هواگردسازی لاکهید از این ایده‌ها در بالگردها و محصولات خود بهره بردند.
در بالگردهای کنترل از راه دور پیشرفته، این ابزار پایدارکننده حذف شده‌اند. جایگزین این ابزار فیزیکی، یک عدد ریزکنترل‌گر با حسگر چرخش‌نما و حسگر ونتوری است. مزیت فناوری نوین نسبت به قطعه‌های مکانیکی این است که وزن بالگرد را کاهش داده و هزینهٔ نگهداری و همگامسازی را کاهش می‌دهد. حتی در بالگردهای رادیوکنترل که دارای میلهٔ پایدارکننده هستند نیز باید یک عدد چرخش‌نما بر روی هر محور نصب شود.

## پروانه آرام‌شونده (Slowed rotor)

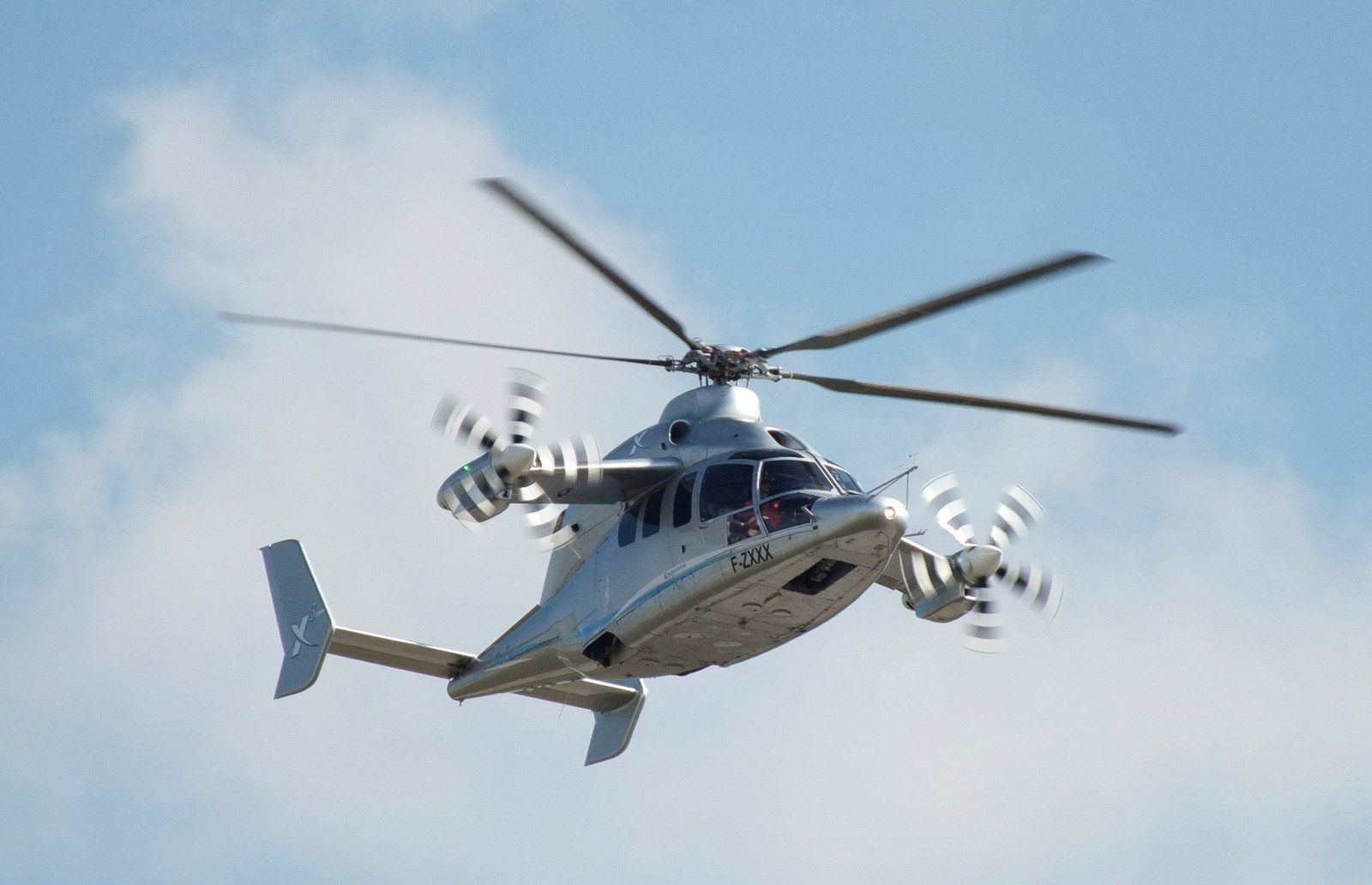
بالگرد آمیخته یوروکوپتر ایکس۳ با پروانه آرام‌شونده

پروانهٔ بیشتر بالگردها با سرعتی ثابت می‌گردد. گرچه در برخی از شرایط، کاستن از سرعت گردش پروانه مزیت‌هایی ایجاد می‌کند. در هنگامی که سرعت رو به جلو افزایش یابد، سرعت تیغهٔ پیشرو به سرعت صوت نزدیک می‌شود. برای برطرف کردن این مشکل باید سرعت گردش پروانه را کاهش داد که باعث می‌شود بالگرد با سرعت بیشتری پرواز نماید.
برای نمونه در بالگردهای معمولی برای کاهش نیروی برآر، خلبان از اهرمی به نام «کولکتیو» (اهرم همگامساز ایستا) استفاده می‌کند تا با کاهش یا افزایش زاویه حملهٔ تیغه‌ها، نیروی برآر را تغییر دهد. خلبان اهرم را تا انتها پایین می‌برد و در این هنگام پروانه با سرعت سابق می‌گردد ولی لبه حملهٔ تیغه‌ها هستند که بصورت افقی با سطح زمین حرکت کرده و دیگر نیروی برار ایجاد نمی‌کنند. بعبارت دیگر سوخت به همان میزان مصرف می‌شود که در گذشته می‌شد و کاهش سرعت رو به جلوی بالگرد درواقع بوسیلهٔ کاهش نیروی برآر انجام می‌شود؛ ولی در شیوهٔ پروانه‌های آرام‌شونده، در هنگامی که نیاز نباشد، سرعت دور موتور کاهش می‌یابد که از این رو موجب کاهش مصرف سوخت نیز می‌شود.

## کلاس‌های گوناگون بالگردها از نظر پروانه

### بالگرد تک‌پروانه

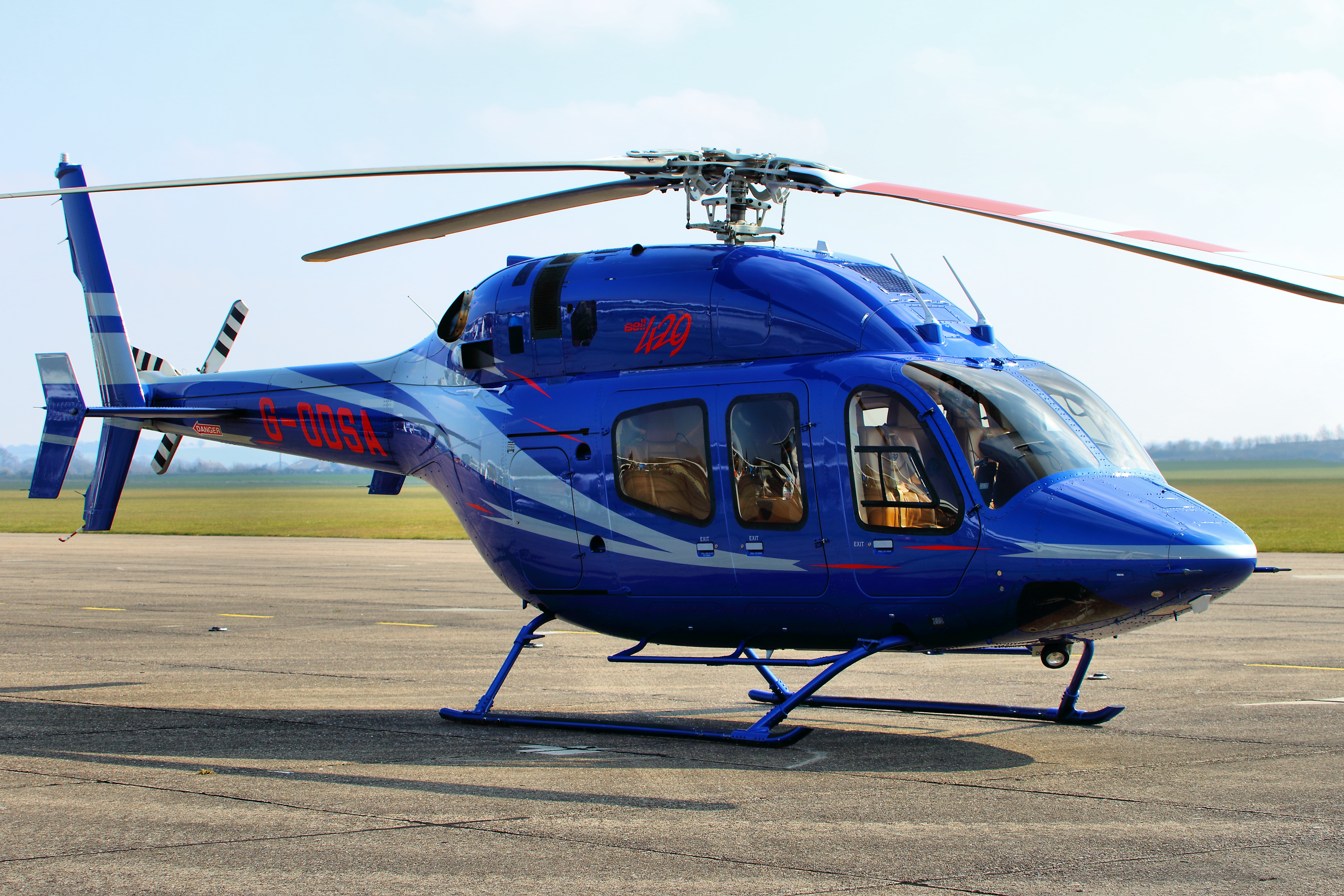
بالگرد تک‌پروانه بل ۴۲۹

بسیاری از بالگردها دارای یک پروانه اصلی هستند که این پروانه دارای دو یا چند تیغه است. در این نوع از بالگردها، برای خنثی‌سازی گشتاور وارد شده به بدنهٔ بالگرد، به یک پروانهٔ دُم نیاز است. پروانه دُم توسط ایگور سیکورسکی اختراع شد و برای نخستین بار در بالگرد ووت-سیکورسکی وی‌اس-۳۰۰ به کار رفت و در ادامه به یک طرح متعارف برای بالگردها تبدیل شد. پروانهٔ بسیاری از بالگردهای تک‌پروانهٔ جهان ازجمله بالگردهای آمریکایی چپ‌گرد هستند یعنی در جهت وارونهٔ عقربه‌های ساعت می‌چرخند؛ ولی بالگردهای روسی و فرانسوی و محصول مشترک فرانسه و چین راست‌گرد هستند و در جهت عقربه‌های ساعت می‌چرخند.

#### پروانه دم

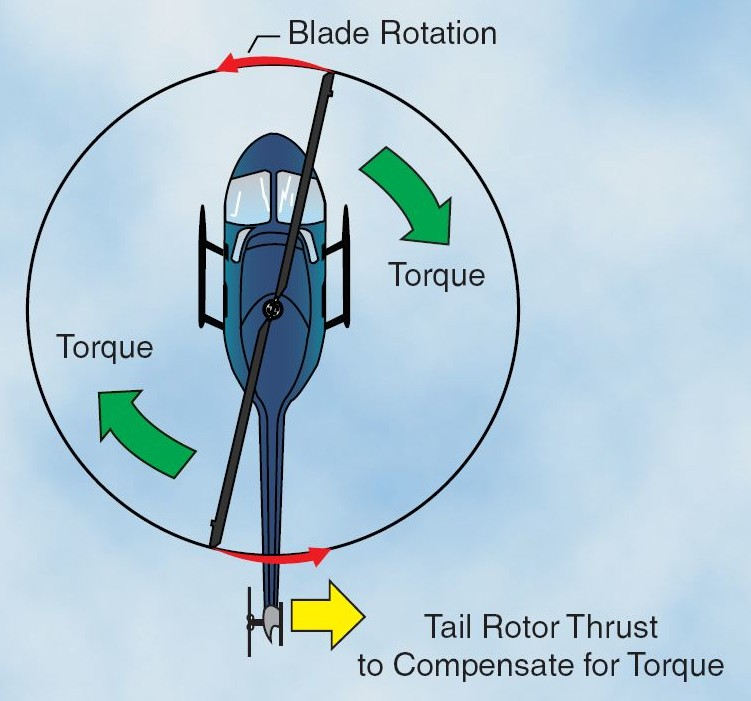
بالگرد بل ۲۰۶ با پروانه چپ‌گرد پیکان سرخ‌رنگ: جهت گردش پروانهپیکان سبزرنگ: جهت گشتاور بدنهپیکان زردرنگ:جهت نیروی رانش ضدگشتاور

در بالگردهای تک‌پروانه، گشتاور پروانه باعث می‌شود در بدنهٔ بالگرد یک تکانه زاویه‌ای در جهت وارونهٔ گردش پروانه ایجاد شود؛ بنابراین بدنهٔ بالگرد «مخالف با جهت گردش پروانه» شروع به دور خود خواهد چرخید. برای چیره شدن بر این گشتاور، به یک پروانهٔ ضدگشتاور نیاز است تا نیروی کافی برای پایدار نمودن بدنه و جلوگیری از گردش آن به دور خود فراهم شود. این پروانه دُم خواه بصورت عمودی یا شیبدار بر روی دُم نصب می‌شود و موقعیت و گرانیگاه آن باعث می‌گردد که بتواند به‌سادگی گشتاور پروانه اصلی را خنثی نماید. پروانه دم بالگرد دارای ترکیب‌بندی ساده‌تری نسبت به پروانه اصلی است، زیرا تنها دارای تنظیمات همگامساز ایستا (کولکتیو) است که زاویه حمله را تغییر می‌دهد. به گونه‌ای که پروانه دم هرگز تغییر زاویه ندارد. این پروانه نه‌تنها جلوی گردش بالگرد به دور خود را می‌گیرد، بلکه یک روش کنترلی برای بالگرد محسوب می‌شود که خلبان می‌تواند بدنهٔ بالگرد را حول محور عمود با زمین به دور خود بچرخاند. تنظیمات دم بالگرد از درون کابین خلبان به وسیلهٔ پدالها انجام می‌گردد. به‌گونه‌ای که اگر خلبان پدال راست را فشار دهد، بالگرد در راستای محور عمودی در جهت راست می‌چرخد و اگر پدال سمت چپ فشرده شود، بالگرد در راستای عمودی به سمت چپ می‌چرخد. در حال حاضر سه سامانهٔ رایج برای فراهم نمودن نیروی ضدگشتاور در دم بالگردهای تک‌پروانه به کار می‌رود که شامل دم معمولی، دم فنسترون و دم بی‌پروانه هستند.

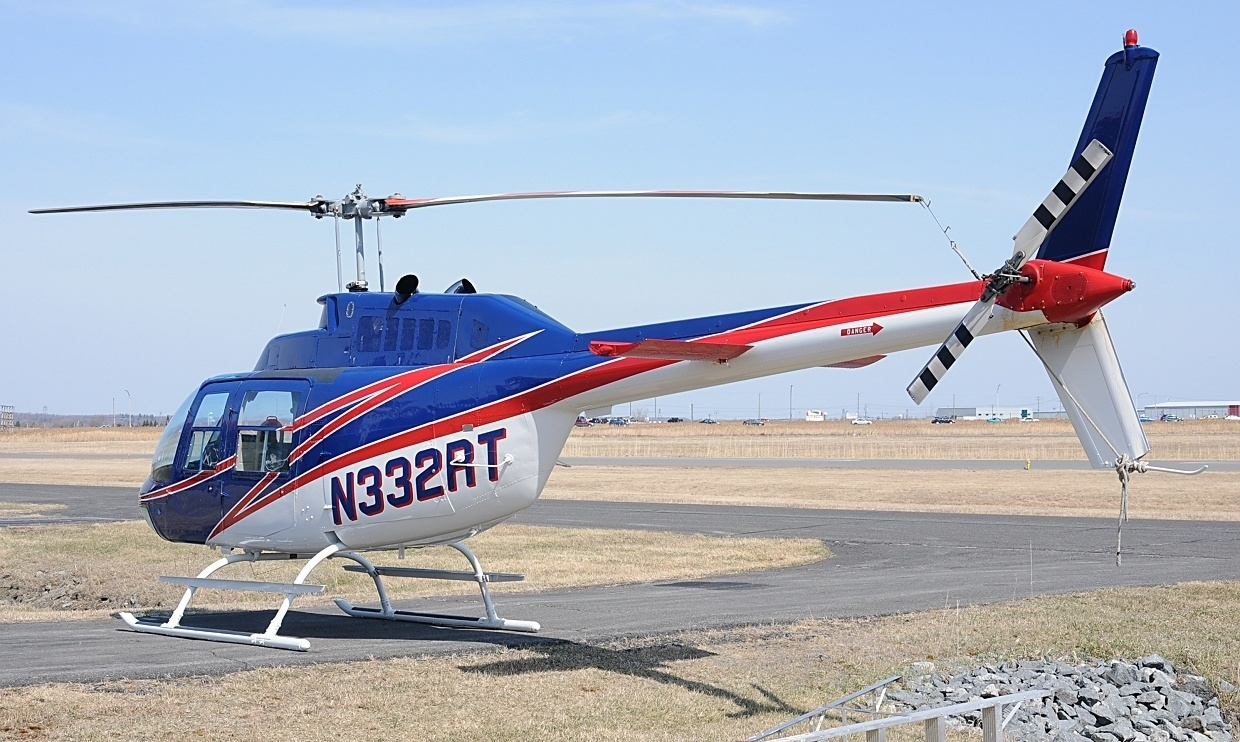
دم معمولی در بالگرد بل ۲۰۶
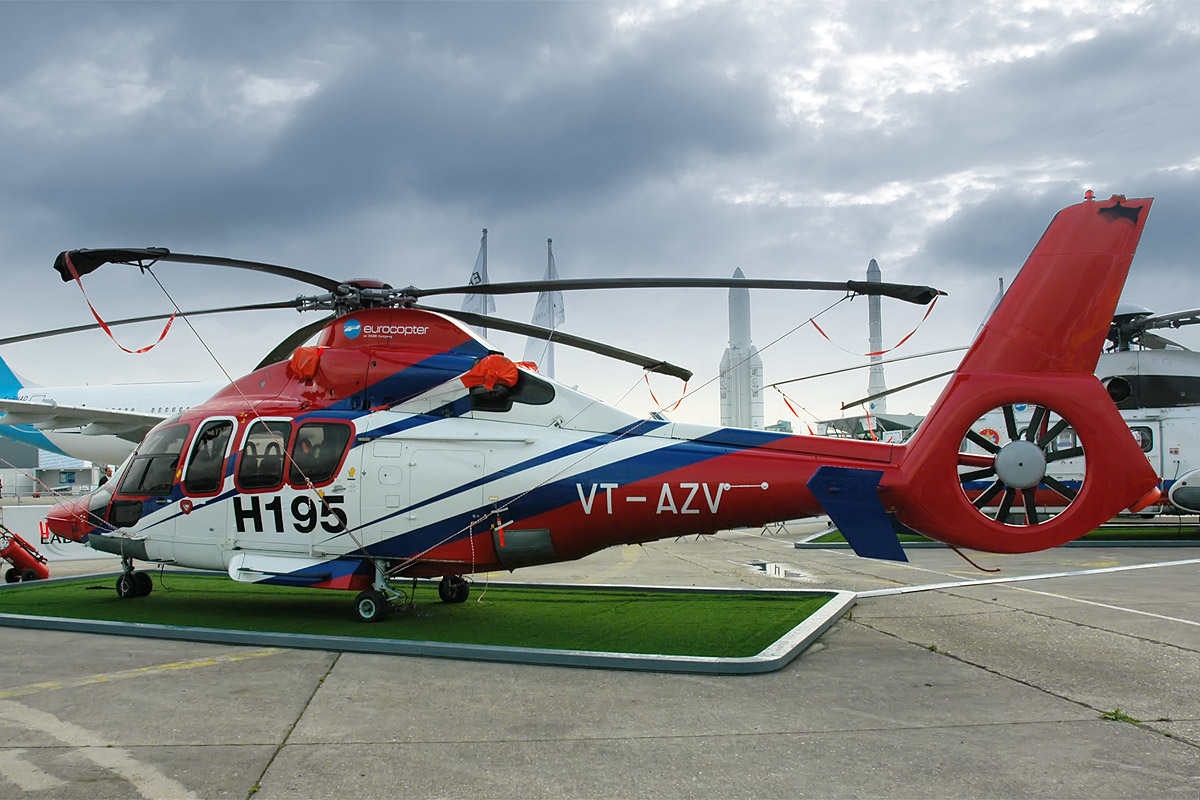
دم فنسترون در بالگرد ایرباس اچ-۱۵۵
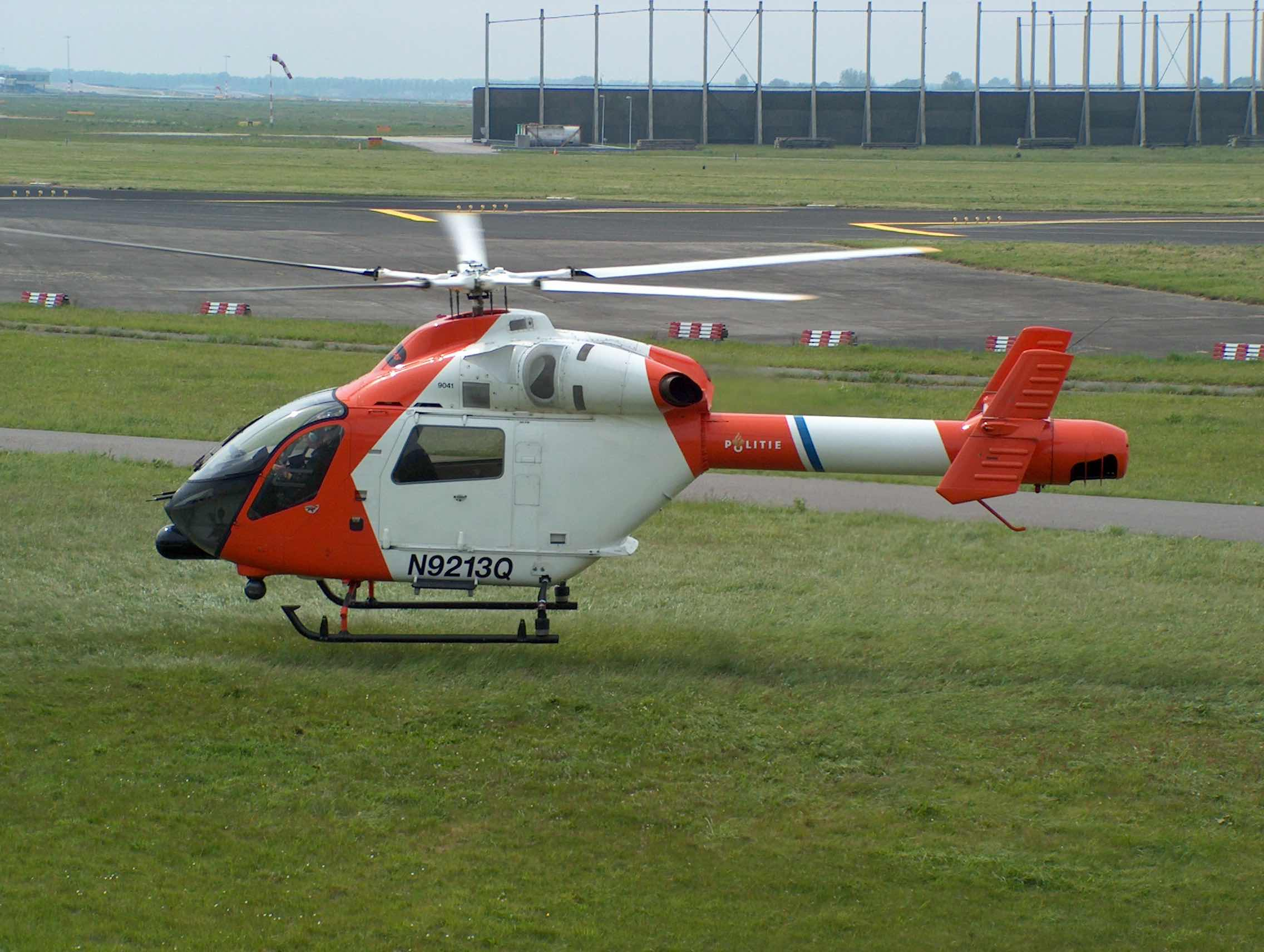
دم بی‌پروانه در بالگرد ام‌دی اکسپلورر

### بالگردهای دوپروانه
بالگردهای دوپروانه دارای دو عدد پروانه هستند که خلاف جهت گردش یکدیگر می‌گردند؛ بنابراین یک پروانه چپ‌گرد و دیگری راست‌گرد است و گشتاور یکدیگر را خنثی می‌کنند و چنین بالگردی دیگر نیاز به پروانهٔ دم ندارد. این ویژگی باعث می‌شود که نیروی موتور این بالگردها برای گرداندن پروانهٔ دم هدر نرود و همهٔ نیروی موتور به پروانه‌های اصلی داده شود که موجب می‌شود نیروی برآر در این بالگردها بسیار زیاد باشد. در مجموع چهار نوع ترکیب‌بندی پروانه‌های دوتایی وجود دارد که شامل آرایش‌های پروانه‌های پشت سرهم، پروانه‌های تداخلی، پروانه‌های هم‌محور و پروانه‌های عرضی هستند.

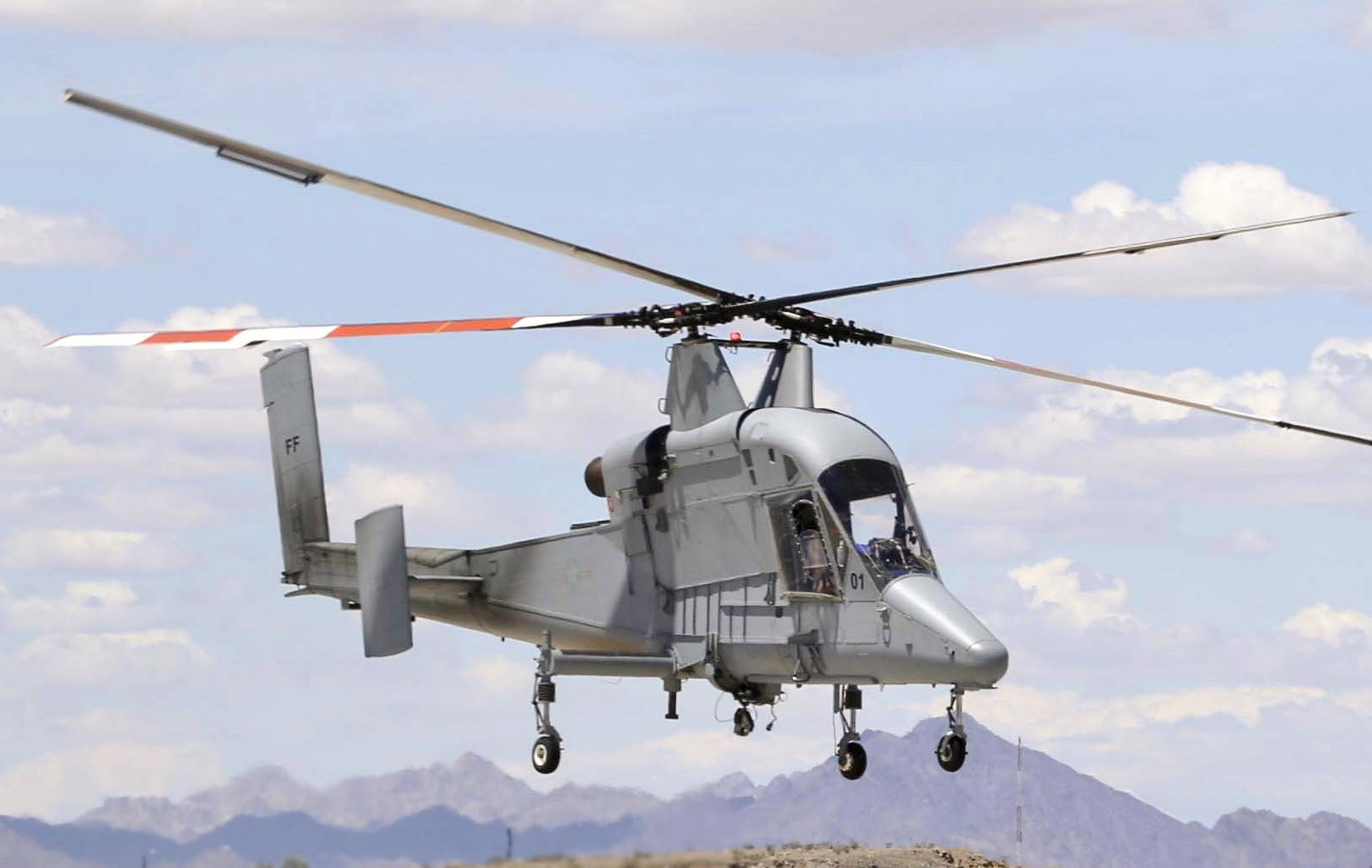
کامان کی-مکس با آرایش پروانه‌های تداخلی
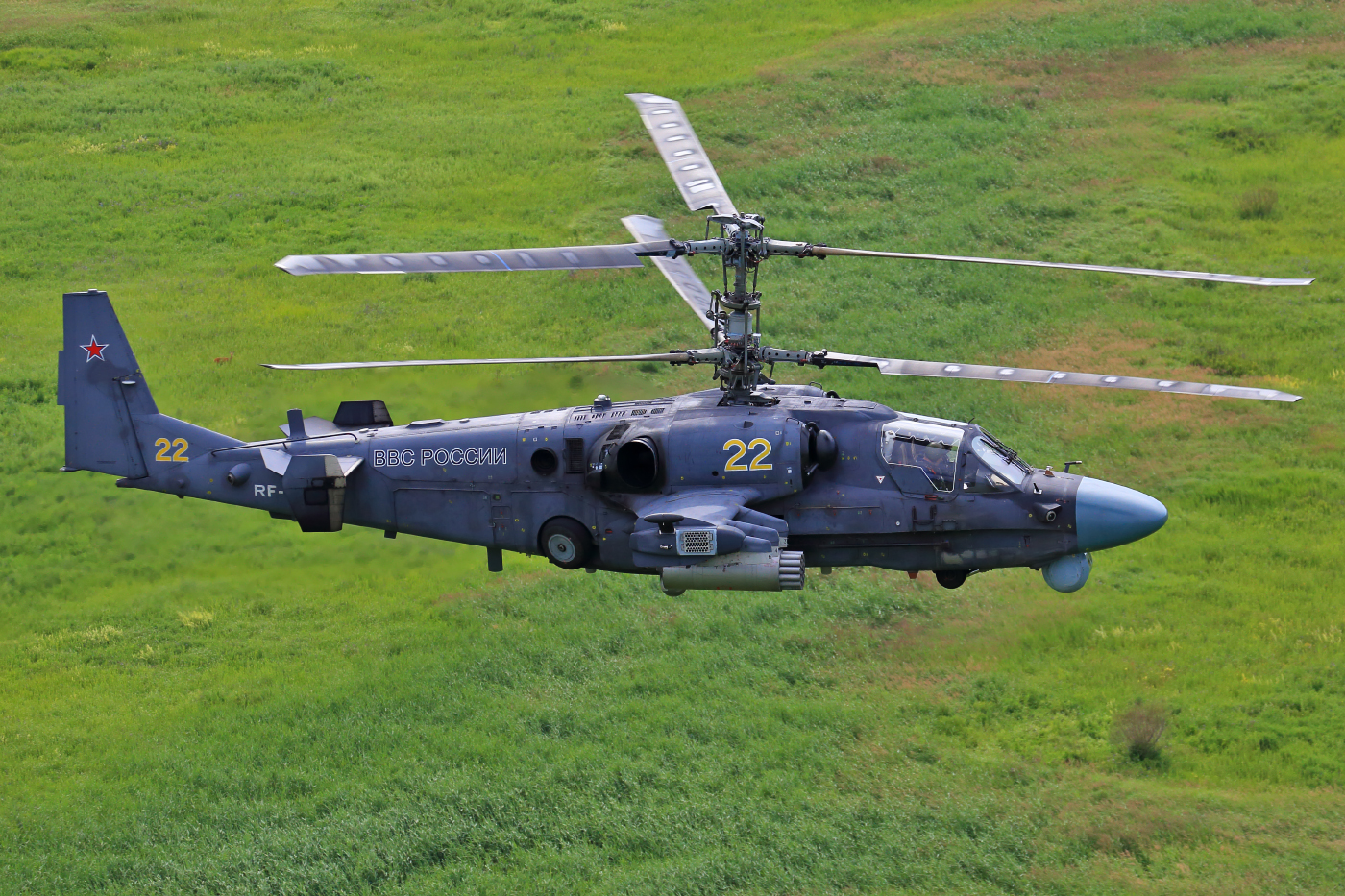
کاموف کا-۵۲ با آرایش پروانه‌های هم‌محور
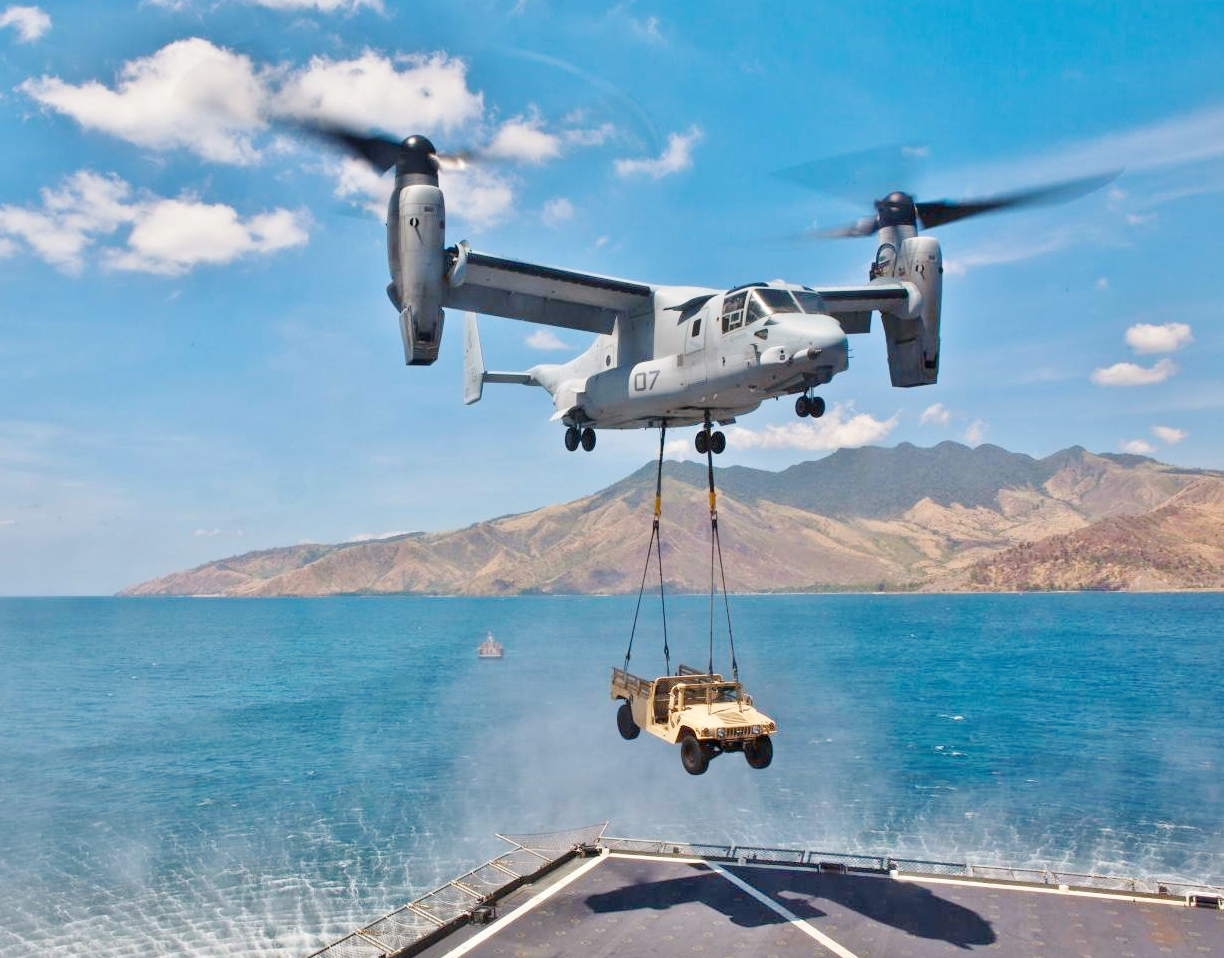
وی-۲۲ آسپری با آرایش پروانه‌های عرضی
سی‌اچ-۴۷ شینوک با آرایش
 پروانه‌های پشت سرهم

### بالگردهای چندپروانه

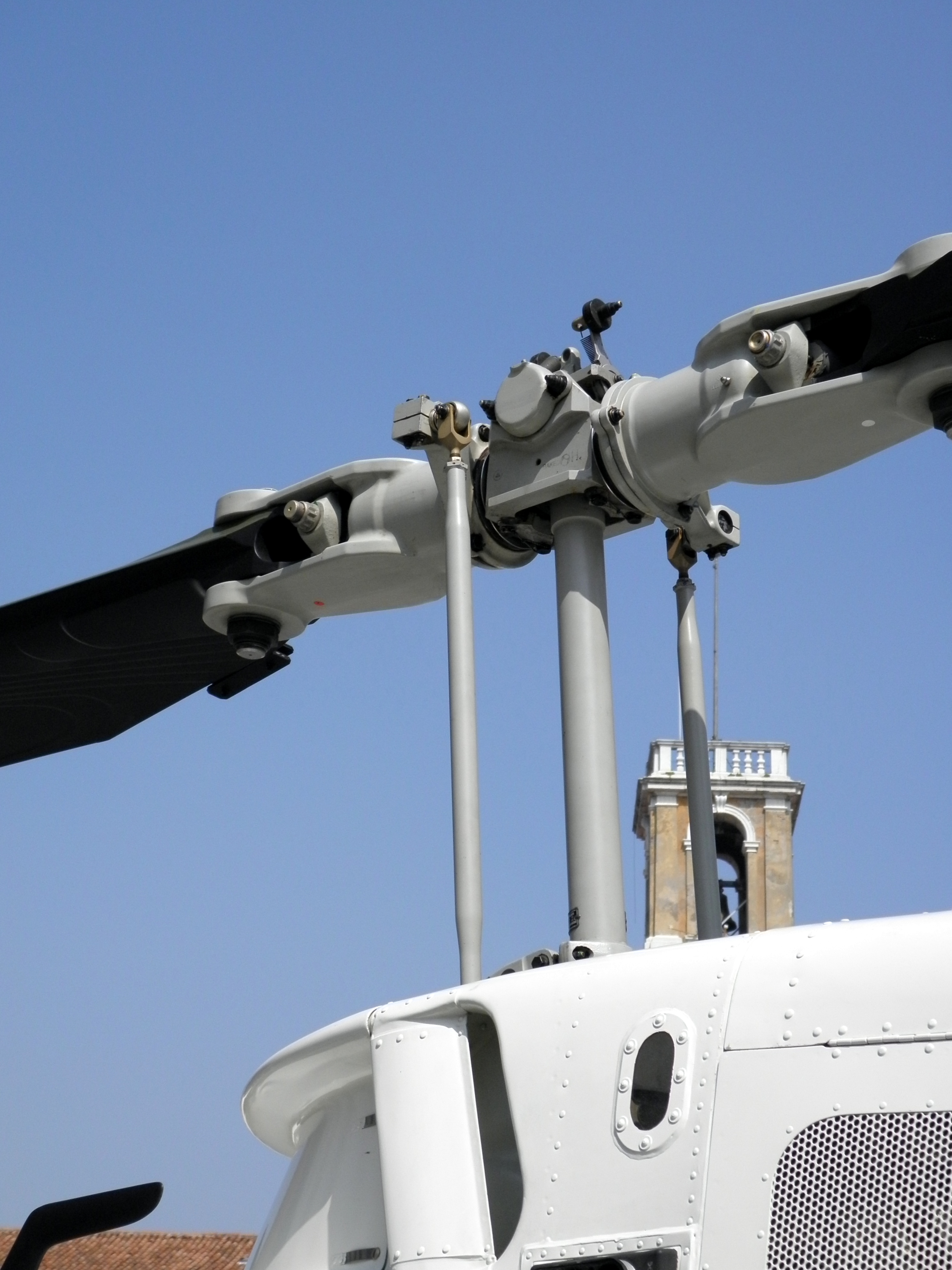
توپی نیمه‌لولایی بل ۲۰۶ به‌صورت الاکلنگی حرکت می‌کند.

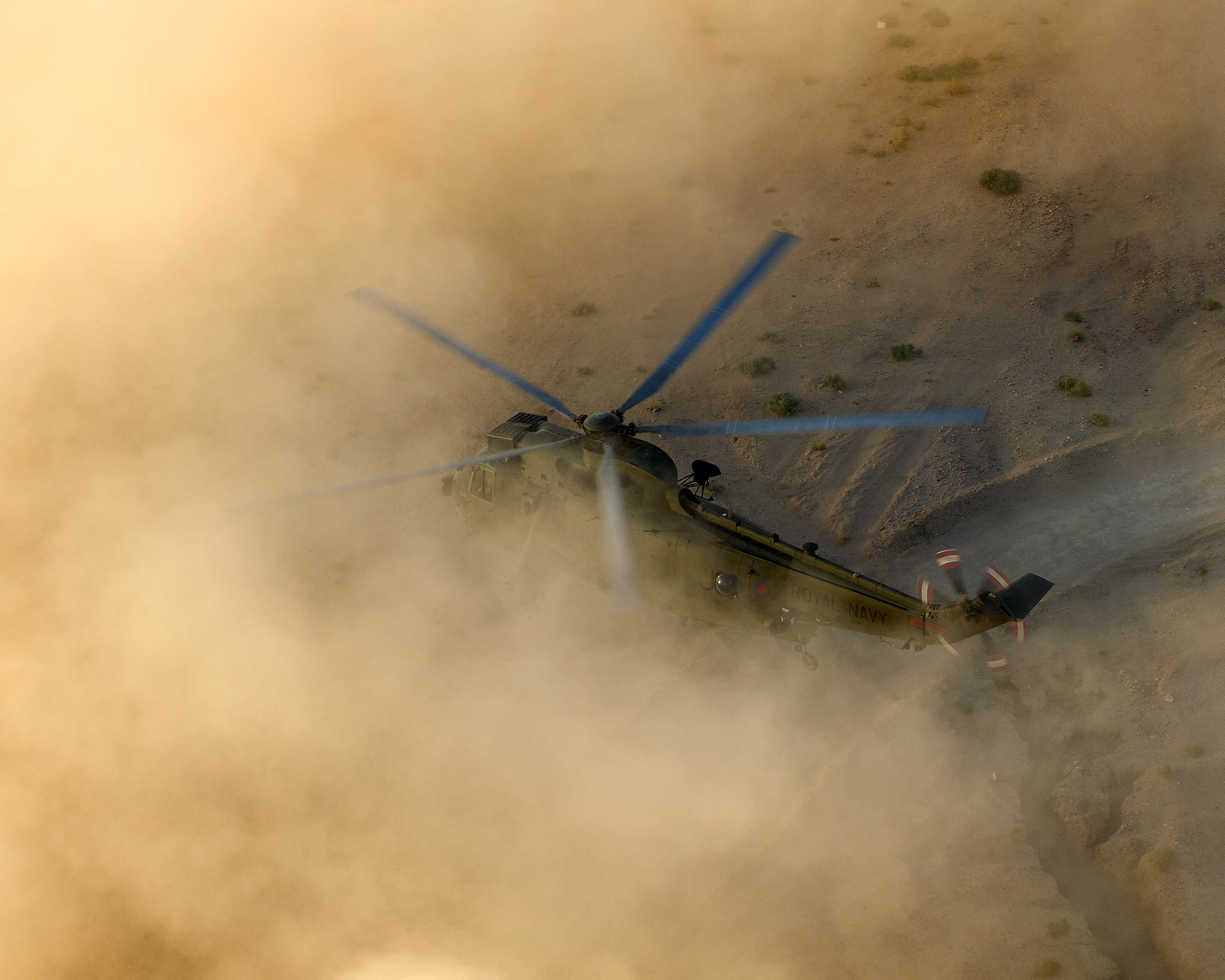
بالگرد سی‌کینگ در شن بیابان

گونه دیگری از بالگردها با آرایش ویژه‌ای همانند چهار پروانه یا بیشتر تولید می‌شوند. این آرایش در پهپادها رایج است و به دلیل سادگی در طراحی مزیتی دارد که موجب کاهش بازه تعمیر می‌شود. یک بالگرد چهارپروانه تنها چهار بخش متحرک دارد که آن پروانه‌های هر دکل هستند. به عبارت دیگر دارای هیچگونه قطعهٔ متحرک و میله‌های نگهدارنده نیستند و پروانه‌های آنها ایستا و بدون تکان هستند. به دلیل اینکه این بالگردها سواش‌پلیت ندارند، توانایی تغییر زاویهٔ حرکت و بالارَوی-پایین‌رَوی پروانه را ندارند. امکان تغییر زاویهٔ حملهٔ تیغه نیز در آنها وجود ندارد. پروانه این بالگردها در دو نوع با ماهی‌واره متقارن یا نامتقارن تولید می‌شود. برای حرکت رو به جلو، عقب و دوطرف و همچنین بالا و پایین رفتن این گونه از بالگردها از روش برنامه‌ریزی کامپیوتری و تغییر گشتاور ملخ‌ها استفاده می‌شود. برای افزایش ارتفاع نیروی بیشتری به پروانه‌ها داده می‌شود تا نیروی برآر افزایش یابد و بالگرد بالا برود و برعکس. همچنین برای حرکت مختصاتی، برای نمونه برای حرکت به جلو، دو پروانهٔ جلو مقداری از گشتاور خود را کاهش می‌دهند و نیروی برآر آن دو کم می‌شود تا دماغهٔ بالگرد پایین بیاید و نیروی برآر بصورت شیب‌دار (مایل) فراهم شود که موجب می‌شود بالگرد رو به جلو پرواز کند؛ درست است که در این حالت بالگرد رو به جلو پرواز می‌کند، ولی به دلیل این کاهش نیرو و همچنین حرکت رو به جلو، ارتفاع از دست خواهد داد؛ بنابراین دو پروانهٔ عقب باید قدرت بیشتری نسبت به حالت هاور کردن فراهم کنند تا این کمبود جبران شود و حرکت رو به جلو بدون افت ارتفاع باشد.

## خطرها و محدودیت‌های بالگردها
بالگردهای تک‌پروانه‌ای که تیغه‌هایشان به صورت الاکلنگی حرکت می‌کنند برای نمونه بالگردهای دوتیغهٔ شرکت بل هلیکاپتر و رابینسون هلیکاپتر محدودیت‌های حرکتی بسیاری دارند. به دلیل محدودیت‌هایی که این نوع پروانه‌ها ایجاد می‌کنند، نباید در شرایط حالت کم‌گرانش و هرزگردی قرار بگیرند و خلبان نباید مانورهای سنگین با بالگرد انجام دهد. در صورتی که این بالگردها با مانورهای شدید و واکنش سریع سکان خلبان روبرو شوند، ممکن است دم بالگرد به سمت پروانه اصلی گرایش پیدا کرده و با نوک آن برخورد نماید یا ریشهٔ تیغه‌ها با بدنهٔ نزدیک دکل برخورد کند که موجب می‌شود تیغه‌ها از توپی جدا گردند یا بدنه را متلاشی کنند.

## سایش در محیط‌های شنی و خاکی
در محیطهای شنی، شن بلند شده به هوا با تیغه‌های پروانه برخورد کرده و سطح آن را می‌سایند که در گذر زمان باعث آسیب‌دیدگی تیغه و افزایش هزینهٔ تعمیر می‌شود. برای جلوگیری از این مشکل، یک لایه از مواد ضدسایش بر روی تیغه کشیده می‌شود که معمولاً از جنس تیتانیوم یا نیکل است. این مواد بسیار سخت هستند، ولی هنگامی که بالگرد در محیط شنی در ارتفاع پایین حرکت می‌کند تعداد شن‌های به هواخاسته بسیار زیاد است و تیتانیوم و نیکل نیز توانایی مقاومت در برابر حجم گستردهٔ شن‌ها را ندارند و دچار ساییدگی می‌شوند. برخورد شن‌ها در شب موجب می‌شود که یک هاله شن زیبا در اطراف تیغه ایجاد شود که با چشم غیرمسلح قابل دیدن است.